# Tocca l'albicocca
Tocca l'albicocca è un album del gruppo musicale italiano degli Squallor, pubblicato nel 1985.

## Descrizione
Il disco ottenne un buon riscontro commerciale, anche grazie al singolo USA for Italy che ne venne estratto, il quale, non contenendo la consueta dose di turpiloquio tipica del gruppo, entrò nella rotazione radiofonica in Italia. Il brano è una parodia di We Are the World di USA for Africa e ne riprende lo stile: nel testo gli Squallor si rivolgono a Michael Jackson, Bob Dylan e Mike Bongiorno affinché mandino un po' di soldi anche alle popolazioni meridionali italiane.

## Tracce
1. Vota Verdi
2. USA for Italy
3. La ricreazione
4. Guatemala Guatemala
5. Trasporto d'amore
6. Torre Annunziata
7. Bagno Aurora
8. Il computer Amedeus
9. Pierpaolo in URSS
10. Jammucenne